# كارلوس دي لا توري
كارلوس دي لا توري (بالإسبانية: Carlos de la Torre)‏ هو منافس ألعاب قوى إسباني، ولد في 18 مايو 1966.

## وصلات خارجية
- كارلوس دي لا توري على موقع الاتحاد الدولي لألعاب القوى (الإنجليزية)
- كارلوس دي لا توري على موقع أوليمبيديا (الإنجليزية)